# Ambrosius Magnus Berghman
Ambrosius Magnus Berghman, född 20 januari 1754 i Tävelsås socken i Småland, död 18 maj 1841 i Karlskrona, var en svensk militär.
Ambrosius Magnus Berghman, som tillhörde adliga ätten Berghman, var son till hovrättsrådet Hans Fredrik Berghman och Maria Branting. Han blev volontär vid Smålands kavalleriregemente 1770 men fick transport till Kronobergs regemente samma år, där han blev furir samma år. År 1773 blev han sergeant vid Västerbottens regemente och blev stabsfänrik där samma år, fänrik 1777, löjtnant 1778, kapten 1782, sekundmajor 1789 och major 1794 samtidigt som han blev överstelöjtnant i armén. År 1796 blev han överstelöjtnant vid sitt regemente och 1803 överste i armén; han tog avsked 1808. 
Berghman tjänstgjorde i tur och ordning vid Torneå kompani, Umeå kompani, Bygdeå kompani, Lövångers kompani, Piteå kompani, där han var chef 1785–1789, Skellefteå kompani, Torneå kompani och sist Umeå kompani. Han deltog i Gustav III:s ryska krig, där han utmärkte sig flera gånger. Han utnämndes till riddare av Svärdsorden.
Berghman var ogift och är gravsatt i Hovmantorps kyrka, där ett epitafium över hans farmor är uppsatt.